# Михаил Благиевский
Михаил Благиевский (Михаил Иоаннович Кобозев) — протоиерей, святой Русской Православной церкви. Причислен к лику священномучеников в 2005 году.
Родился 4 февраля 1874 в семье диакона Преображенской церкви с. Спасс-Леоновщина Егорьевского уезда Рязанской губернии (ныне — Егорьевский район Московской области) Иоанна Львовича Кобозева и его жены Марии Гавриловны. Крещён 5 февраля того же года, восприемниками были брат и сестра отца — Дмитрий и Мария Кобозевы.
В 1892 г. Михаил окончил Скопинское духовное училище. В 1894 г. получил свидетельство о звании учителя начальной школы. Преподавал в приходской церкви с. Мурзинка Скопинского уезда Рязанской губернии. В 1897 г. успешно окончил церковно-учительские певческие курсы. В 1898 г. рукоположен епископом Мелентием в диаконы Духовской церкви с. Благие (ныне — Новодеревенский район Рязанской области). Одновременно преподавал Закон Божий в Бахметьевско-Благовской церковно-приходской школе. В 1910 г. перемещён диаконом в Вознесенскую церковь г. Раненбурга. Жил на улице Площадной (ныне Калинина). В 1913 году утверждён в должности законоучителя Пригородной Лучинской земской школы.
В 1932 году Вознесенская церковь была закрыта.
Отец Михаил вынужден был оставить семью в Раненбурге, так как получил приход в селе Дмитриевский Боровок, в соседнем Ново-Деревенском районе.
В 1933 году возведён в сан протоиерея архиепископом Рязанским Иувеналием (Масловским).
В 1937 году служил в той же церкви с. Благие, в которой начинал свое священнослужение. Служил ревностно, говорил: «Хочу пострадать за Христа»,
В октябре 1937 года арестован по ложному обвинению вместе с восемью священнослужителями Новодеревенского района. Поводом для ареста послужило то, что все они собирались в с. Зимарово на престольный праздник Боголюбской Иконы Божией Матери, что было квалифицировано как контрреволюционное собрание. 23 декабря 1937 года расстрелян по приговору «тройки» в тюрьме города Ряжска Рязанской области. Место захоронения неизвестно.
Реабилитирован по Указу Президиума ВС СССР от 16.01.89 г.
В 2005 году Архиерейский Юбилейный собор Русской православной церкви прославил его в сонме Новомучеников и Исповедников Российских.
Летом 2009 г. в г. Чаплыгине на доме, где жил протоиерей Михаил Кобозев установлена мемориальная доска.

## Семья
Жена — Софья Николаевна Тресвятская. Дети: Николай, Иван, Вера, Антонина, Капитолина, Анна, Михаил. Внуки: Николай, Александр, Иван, Серафима, Татьяна, Тамара, Юрий, Лидия.